# Споменик у Јанкиној падини
Споменик у Јанкиној падини је спомен обележје у виду заравњене пирамиде са крстом на врху, везано за  злочин у Првом свестком рату који су починиле бугарске окупационе власти 1915. године на простору Беле Паланке, Југоисточна Србија, стрељањем двадесет свештеника и једног официра из нишког краја.

## Положај
Споменик у Јанкиној падини се налази на старом путу који из Беле Паланке води за Пирот преко Понора, код села Кременица. Удаљено је око 3 km од центра Беле Паланке. Административно припада општини Бела Паланка у Пиротском упрваном округу.
Изнад споменика у Јанкиној падини, на растојању мањем од километра, налази се чесма на Головршини, пропланку југоисточно од Беле Паланке, смештеном на падинама планине Страње и њеног благо заобљеног Поповог врха (798 m).

## Историја
Злочину који се догодио 25. новембра (по новом календару) 1915. године, а преживела су га само два свештеника и један официр, који су касније и сведочили о том страшном дану и чину, претходиo је процес бугаризације од стране Бугара након уласка у Ниш и окупације југоисточнод дела Србије, који је био праћен:
- непрестаним уништавањем манастирa,
- хапшењем свештенства,
- примењивањем бројних насилних метдода, како би овладали  својом „западном покрајином”",

у којој су желеле да „ставе тачку на постојање Срба”.
Како су се скрнављењу манастира, цркава и споменика, извођењу проповеди у црквама и наставе у школама на бугарском језику и другим злочинима здушно супротставили свештеници, чиновници, учитељи..., они су били изложени бројним тортурама и хапшењима од стране Бугара. Прво је из Ниша интерниран епископ Доситеј, а затим и сви свештеници који су се у Нишу затекли првих дана рата.
У циљу репресалија крајем октобра 1915. године Бугарси су ухапсили већу групу грађана (око 400) међу којима је било и 22 свештеника, 2 официра и већи број учитеља и чиновника, који су након хапшења заточени у затвору у нишкој тврђави (под изговором да треба да добију валидна документа због упућивања на рад у Бугарску), а потом спроведени према Пироту.
Када је тужна поворка заточених свештеника, уз псовке и батине, стигла до Јанкова падине, у ноћи између 24. и 25. новембра 1915. године (по новом календару), иза Големог камена код села Кременица одјекнули су куршуми. Настало је јаукање и самртни крик несретника. Потом су према казивању рањеног свештеника Јончића који је заједно са свештеницима Тихомиром Поповићем и официром Јованом З. Поповићем успео да побегне и сакрије се иза једног жбуна,
...бугарски солдати, су уз псовке, гасом поливали стрељане и палили их.
Злочин у коме је страдало 20 лица, преживела су стицајем околности само два свештеника и један официр, који су касније и сведочили о том страшном дану и чину. Један од њих је био свештеник Милија Јончић из Пирота, који је након овог догађаја стигао до Беле Паланке. У њој је он пресвукао свештеничку одору и као опанчар наставио да живи у Пироту, кријући се ве до 1917. године испод патоса у соби, јер су га бугарске власти даноноћно тражиле како не би после рата сведочио о овом злочину.

## Опис споменика
На месту страдања српских свештеника и официра подигнут је 1995. године споменик са намером да се од заборава сачува сећање на тај страшан догађај.
Споменик у облику заравњене купе са металним крстом на врху, изливен је од бетона, а споља обложен каменим плочама ископаних са овог подручја. На бронзаној спомен плочи је изливен следећи текст:
,,Спомен обележје свештеномученицима, браниоцима српства, српске православне вере, српске земље, стрељаним 12. новембра 1915. године од бугарских окупатора, као упозорење наступајућим генерацијама православних верника, да се никада више не убијају, већ да се помажу и живе у слози и љубави.’’
На плочи су наведена и имена страдалих несрећника који су се нашли у тој првој ликвидираној групи свештеника: 
- Добросав Марковић,
- Лука Марјановић,
- Јован З. Поповић,
- браћа Јанко и Марко Јанковић,
- пароси нишки, Илија и Душан Поповић из Беле Паланке,
- Јордан М. Ненчић, Драгомир Јовановић, Алекса Јовановић, Ђорђе Јовановић и Милан Поповић пиротски духовници,
- Сава Петковић, парох ћићевачки,
- Стојан Стаменковић, парох љубешки,
- Драгутин Пешић из Јагличја,
- Ђорђе Пешић из Смрдана,
- Светозар Илић из Хума,
- Милан Марковић из Малче,
- Богосав Станић, парох рогљански,
- Милутин Миленковић, парох бошњачки,
- Станко Костић из Јаловик-Извора,
- Киријак, јеромонах хиландарски, и
- официри Таса Ђорђевић из Неготина и поручник Крајиновић.

Споменик је освештао тадашњи владика нишки, а потом патријарх српски Иринеј.

## Занимљивост
Међу настрадалима у Јанкиној падини био је и један осамдесетогодишњи старац, пиротски поп Дзанга - свештеник Алекса Јовановић. Он је 12. октобра 1895. године у Саборној цркви у Пироту (данашња Тијабарска црква) венчао Наталију Ракетић и Радоја Домановића, истакнутог српског друштвеног и политичког сатиричара, у то време предавача српског језика у Пиротској гимназији.